# Phyllophaga chortiana
Phyllophaga chortiana är en skalbaggsart som beskrevs av Moron 2003. Phyllophaga chortiana ingår i släktet Phyllophaga och familjen Melolonthidae. Inga underarter finns listade i Catalogue of Life.